# The Faceless Ones
The Faceless Ones (Los que no tienen rostro) es el octavo serial de la cuarta temporada de la serie británica de ciencia ficción Doctor Who, emitida originalmente en seis episodios semanales del 8 de abril al 13 de mayo de 1967. La historia trata de una raza de alienígenas ladrones de identidades conocidos como los Camaleones. Muestra la última aparición de Michael Craze y Anneke Wills como los acompañantes del Doctor Ben Jackson y Polly.

## Argumento
La TARDIS se materializa en la pista del aeropuerto de Gatwick. El Segundo Doctor, Ben Jackson, Polly y Jamie McCrimmon salen para descubrir que están en medio del camino de un avión que aterriza. Ven a un guardia de seguridad que va hacia ellos, así que se separan para escaparse de él. La seguridad del aeropuerto confisca la TARDIS creyendo que la policía les está gastando una broma pesada. Polly se oculta en el hangar de la agencia de viajes Camaleón, donde ve a Spencer matar a otro hombre e informar a su superior, el capitán Blade. Polly huye y corre hacia el Doctor y Jamie. Tras decirles lo que ha visto, les lleva al hangar. Examinan el cuerpo y el Doctor descubre que la víctima fue electrocutada por un arma que no puede existir en la Tierra en esa época. Entonces van a buscar a alguien con autoridad, y Blade captura a Polly sin que el Doctor ni Jamie se den cuenta. La esconde a ella y al cuerpo antes del regreso de ambos junto con las autoridades escépticas del aeropuerto.
Solo otra vez, Spencer revive un alienígena, un humanoide verde sin cara con venas prominentes. La enfermera Pinto trae al controlador aéreo Meadows inconsciente, y le conecta al alienígena a través de una máquina. El alienígena se transforma en un doble de Meadows y va a su trabajo en el aeropuerto. Polly sale de un avión que acaba de aterrizar, pero rechaza al Doctor y a Jamie, diciendo que es Michelle Leuppi, de Zúrich. En el kiosco de Camaleón, se encuentran con Samantha Briggs, una joven liverpuliana en busca de su hermano. En un tour juvenil de Camaleón envió una postal desde Roma, pero nadie le vio allí. Forzando la entrada, los tres encuentran postales falsas de turistas desaparecidos, y un monitor del hangar de los viajes. El Doctor ve a Ben encontrar a Polly en coma inducido dentro de una cabina metálica, para después ser atrapado por Blade y Spencer y congelado. El Doctor vuelve solo al hangar y le dice a Jamie y Samantha que se queden allí.
Encuentran al Detective Crossland investigando a los clientes desaparecidos de Camaleón, y se da cuenta de que el primer cuerpo era el de su pareja desaparecida, la Detective Gascoigne. El Doctor encuentra solo a Meadows comatoso y vuelve para mostrarle la pistola paralizante al comandante del aeropuerto, que le da doce horas para investigar. Blade apunta con una pistola de rayos a Crossland para impedirle tomar el siguiente vuelo, y le muestra que todos los pasajeros han desaparecido. Spencer ataca a Jamie y Samantha, pero escapan. Jamie roba el ticket de Samantha y embarca. Samantha encuentra a Spencer en lugar del mánager del aeropuerto, y este le ata para que Pinto la duplique.
Mientras tanto, el Doctor y el comandante descubren, por otros aeropuertos, que los pasajeros de Camaleón nunca llegan. Blade elimina al perseguidor de la RAF y manipula el avión de Jamie para que aterrice en un enorme trasbordador alienígena. Cuando Jamie, mareado, sale del lavabo, encuentra a los pasajeros miniaturizados en cajas. La asistente de Blade, Ann, le pilla y le encierra en una habitación con dos alienígenas deformes.
El Doctor sigue la señal del radar hasta el destino del avión, amenaza con quitarle a Meadows el brazalete negro de soporte vital y le exige una explicación. Una explosión dañó el mundo natal de los alienígenas, así que quieren sustituir a cincuenta mil humanos que han dejado en coma en órbita. El Doctor usa a Meadows para llegar hasta Pinto. Ella se resiste y se desintegra, con lo que la verdadera Pinto revive y libera a Samantha. Le dice al Doctor que Jamie se fue. Este conoce al director de los alienígenas, una copia de Crossland, que dice que el avión volverá al aeropuerto en busca de los camaleones restantes. El Doctor mantiene la identidad de los copiados en secretos, para que el comandante pueda encontrar a los originales ocultos.
El Doctor finge ser el alienígena Meadows y Pinto finge ser su doble. Embarcan en el último vuelo al espacio. El alienígena Jamie revela la amenaza del Doctor, así que Blade envía camaleones sin disfrazar para que les capturen. El Doctor ofrece intercambiar los alienígenas originales de Gatwick, cuando uno a bordo se desintegra, probando que Samantha encontró a los verdaderos trabajadores en los coches del aparcamiento. Blade y Spencer matan al director y al falso Jamie, cuyos originales reviven. Crossland se queda atrás cuando el Doctor, Jamie y Pinto vuelven con los humanos liberados.
En el aeropuerto, Samantha le da un beso de despedida a Jamie. Ben y Polly descubren que la fecha es el 20 de julio de 1966, el mismo día que se fueron en la TARDIS, y deciden marcharse para volver a casa. Entonces el Doctor le dice a Jamie que han robado la TARDIS del almacén del aeropuerto.

### Continuidad
El 20 de julio de 1966 es señalado como el día más ocupado del Doctor en la Tierra. El Primer Doctor derrotó ese día a las máquinas de guerra y a WOTAN en The War Machines. Después frustraron los planes de los camaleones, y por último la TARDIS fue robada, comenzando la siguiente aventura del Segundo Doctor y Jamie contra los Daleks.

## Producción
| Episodio          | Fecha de emisión    | Duración | Espectadores en millones | Estado en el archivo              |
| ----------------- | ------------------- | -------- | ------------------------ | --------------------------------- |
| Episodio 1        | 8 de abril de 1967  | 23:47    | 8,0                      | Película de 16mm                  |
| Episodio 2        | 15 de abril de 1967 | 25:22    | 6,4                      | Solo quedan fotogramas y el audio |
| Episodio 3        | 22 de abril de 1967 | 23:10    | 7,9                      | Película de 16mm                  |
| Episodio 4        | 29 de abril de 1967 | 24:28    | 6,9                      | Solo quedan fotogramas y el audio |
| Episodio 5        | 6 de mayo de 1967   | 23:34    | 7,1                      | Solo quedan fotogramas y el audio |
| Episodio 6        | 13 de mayo de 1967  | 23:38    | 8,0                      | Solo quedan fotogramas y el audio |
| [ 1 ] [ 2 ] [ 3 ] |                     |          |                          |                                   |

- Entre los títulos provisionales de esta historia se incluye The Chameleons (Los camaleones).
- Esta historia tuvo su origen en otra planeada para William Hartnell por Hulke-Ellis titulada The Big Store, en la cual alienígenas ocupaban maniquíes en unos grandes almacenes bulliciosos, mientras esperaban humanos anfitriones a quienes poseer. La idea se adaptó a la era de Troughton y se cambió la localización a un aeropuerto metropolitano.
- Se filmó en exteriores en el London Gatwick Airport. Heathrow también aceptó la oferta del equipo de producción, pero el equipo se decidió por Gatwick ya que el coste era menor. Doctor Who rodaría en Heathrow para Time-Flight en 1982.
- Hay una leyenda entre los fanes que decía que esta fue la primera historia en la que apareció la cara del Doctor en la cabecera (lo que era difícil de determinar por la cantidad de episodios perdidos de esta etapa de la serie). En la realidad fue en el serial anterior, The Macra Terror, cuando debutó la nueva cabecera. Sin embargo, la nueva versión de la sintonía que acompañaba a esta cabecera (y a las siguientes hasta 1980) debutó en el episodio 2 de The Faceless Ones.